# Tara (cráter)
Tara es el nombre de un cráter sobre la superficie de Marte. Sobre la cresta oeste se asienta el cráter Mafra de menor tamaño. El cráter Tara se encuentra ubicado en el cuadrángulo Argyre, a unos 100 km Oeste del cráter Torsö.

## Epónimo
Como es de costumbre en la nomenclatura, los pequeños cráteres de menos de 60 km llevan el nombre de pequeños pueblos y aldeas. En 1976, el cráter recibió el nombre de la Colina de Tara la cual cuenta con una fortificación de la Edad del Hierro y ubicada en el corazón del condado de Meath, Irlanda.